# Held van de Mongoolse Volksrepubliek
Nadat er in de Sovjet-Unie een "Held van de Sovjet-Unie" was ingesteld moest er ook in de satellietstaat Mongolië een vergelijkbare onderscheiding komen. In 1936 werd de titel "Held van de Mongoolse Volksrepubliek" (Mongools: Бүгд Найрамдах Монгол Ардын Улсын баатар) ingesteld en in 1941 werd een daarbij behorend insigne, een gouden ster met het zilveren portret van Soeche Bator, een rode vlag en blauwe stralen ingevoerd.
In 1941 werd de ster vervangen door een klein vijfpuntig sterretje met vijf briljanten in de armen van de ster. Het lint was rood met twee witte strepen, een smal en een breed, langs de rand.
De helden ontvingen met deze ster ook de in 1946 ingestelde Orde van Suha Bator.